# Kakumei no oka
Kakumei no oka (jap. 革命の丘) – drugi oryginalny album japońskiego zespołu SKE48, wydany w Japonii 22 lutego 2017 roku przez avex trax.
Album został wydany w czterech edycjach: trzech regularnych (3CD+DVD) i „teatralnej” (2CD+DVD). Album osiągnął 2 pozycję w rankingu Oricon i pozostał na liście przez 13 tygodni, sprzedał się w nakładzie 126 720 egzemplarzy. Zdobył status złotej płyty.

## Lista utworów
Wszystkie utwory zostały napisane przez Yasushiego Akimoto.

### Type A
Źródło: 
| CD (Disc1) | CD (Disc1)                                                                    | CD (Disc1)      | CD (Disc1)           | CD (Disc1) |
| Nr         | Tytuł utworu                                                                  | Kompozycja      | Aranżacja            | Długość    |
| ---------- | ----------------------------------------------------------------------------- | --------------- | -------------------- | ---------- |
| 1.         | „Natsu yo, isoge!” (jap. 夏よ、急げ!)                                         | Satoshi Ikezawa | Satoshi Ikezawa      | 4:02       |
| 2.         | „Rifle Girl” (jap. ライフルガール) (wyk. Love Crescendo)                      | Ruby            | APAZZI               | 4:32       |
| 3.         | „Zero-Base” (jap. ゼロベース)                                                 | Akira Awazu     | Sasaki Hiroshi       | 3:48       |
| 4.         | „Horizon” (jap. ホライズン) (wyk. Aichi Toyota Senbatsu)                      | Shinya Tada     | Yūichi "Masa" Nonaka | 4:08       |
| 5.         | „Koppu no naka no komorebi” (jap. コップの中の木漏れ日) (wyk. Love Crescendo) | Daisuke Toyama  | Yūichi "Masa" Nonaka | 4:23       |
| 6.         | „Ano saki no mirai made” (jap. あの先の未来まで) (wyk. Caramel Cats)          | Takahiro Tsuji  | Takahiro Tsuji       | 4:36       |
| 7.         | „Teppen tottarute!” (jap. てっぺんとったるて!) (NMB48 cover)                  | Kensuke Yoko    | Seiji Mutō           | 4:05       |
| 8.         | „Seifuku o nugitaku natte kita” (jap. 制服を脱ぎたくなって来た)               | Shinya Tada     | Yūichi "Masa" Nonaka | 4:02       |
| 9.         | „Hana uranai” (jap. 花占い) (wyk. Jurina Matsui)                              | Yoshimasa Inoue | Yoshimasa Inoue      | 4:36       |
| 10.        | „Tsuyogari tokei” (jap. 強がり時計)                                           | Kōji Gotō       | Kōji Gotō            | 4:48       |

| CD (Disc2) | CD (Disc2)                                         | CD (Disc2)         | CD (Disc2)           | CD (Disc2) |
| Nr         | Tytuł utworu                                       | Kompozycja         | Aranżacja            | Długość    |
| ---------- | -------------------------------------------------- | ------------------ | -------------------- | ---------- |
| 1.         | „Kin no ai, gin no ai” (jap. 金の愛、銀の愛)       | Shintarō Itō       | Shintarō Itō         | 4:21       |
| 2.         | „Chicken LINE” (jap. チキンLINE)                   | Ryūji Takagi       | Ikuta Machine        | 4:53       |
| 3.         | „Maenomeri” (jap. 前のめり)                        | Katsuhiko Sugiyama | Makoto Wakatabe      | 4:14       |
| 4.         | „Coquettish jūtai-chū” (jap. コケティッシュ渋滞中) | Takafumi Fujino    | Hiroshi Sasaki       | 4:05       |
| 5.         | „12-gatsu no Kangaroo” (jap. 12月のカンガルー)     | Daisuke Toyama     | Ikuta Machine        | 4:08       |
| 6.         | „Bukiyō taiyō” (jap. 不器用太陽)                   | Akio               | Yūichi "Masa" Nonaka | 5:13       |
| 7.         | „Mirai to wa?” (jap. 未来とは?)                    | Takumi Yamada      | Yūsuke Itagaki       | 4:59       |
| 8.         | „Sansei kawaii!” (jap. 賛成カワイイ!)              | Sungho             | Ikuta Machine        | 4:43       |
| 9.         | „Utsukushii inazuma” (jap. 美しい稲妻)             | Takashi Fukuda     | Hiroshi Sasaki       | 4:43       |
| 10.        | „Choco no dorei” (jap. チョコの奴隷)               | Ryūsuke Shigenaga  | Seiji Mutō           | 4:03       |
| 11.        | „Kiss datte hidarikiki” (jap. キスだって左利き)    | Yuma Kawashima     | Yūsuke Itagaki       | 5:00       |
| 12.        | „Aishite-love-ru!” (jap. アイシテラブル!)          | Masazumi Ozawa     | Masazumi Ozawa       | 3:34       |

| CD (Disc3) | CD (Disc3)                                         | CD (Disc3)          | CD (Disc3)           | CD (Disc3) |
| Nr         | Tytuł utworu                                       | Kompozycja          | Aranżacja            | Długość    |
| ---------- | -------------------------------------------------- | ------------------- | -------------------- | ---------- |
| 1.         | „Kataomoi Finally” (jap. 片想いFinally)            | Yoshimasa Inoue     | Yoshimasa Inoue      | 4:31       |
| 2.         | „Okey Dokey” (jap. オキドキ)                       | YUMA                | Seiji Mutō           | 4:22       |
| 3.         | „Pareo wa Emerald” (jap. パレオはエメラルド)       | Chikara Gonohe      | Nao Harada           | 4:47       |
| 4.         | „Banzai Venus” (jap. バンザイVenus)                | Yūgo Sasakura       | Yūichi "Masa" Nonaka | 3:37       |
| 5.         | „1! 2! 3! 4! Yoroshiku!” (jap. 1!2!3!4! ヨロシク!) | Tadashi Tsukida     | Wataru Maeguchi      | 5:03       |
| 6.         | „Gomen ne, SUMMER” (jap. ごめんね、SUMMER)         | Shunryū             | Nao Harada           | 4:04       |
| 7.         | „Aozora kataomoi” (jap. 青空片想い)                | Takamitsu Shimazaki | Yūichi "Masa" Nonaka | 4:58       |
| 8.         | „Tsuyoki mono yo” (jap. 強き者よ)                  | Kōji Ueda           | Yūichi "Masa" Nonaka | 4:20       |

| DVD | DVD          | DVD     |
| Nr  | Tytuł utworu | Długość |
| --- | ------------ | ------- |

### Type B
Źródło: 
| CD (Disc1) | CD (Disc1)                                                                    | CD (Disc1)      | CD (Disc1)           | CD (Disc1) |
| Nr         | Tytuł utworu                                                                  | Kompozycja      | Aranżacja            | Długość    |
| ---------- | ----------------------------------------------------------------------------- | --------------- | -------------------- | ---------- |
| 1.         | „Natsu yo, isoge!” (jap. 夏よ、急げ!)                                         | Satoshi Ikezawa | Satoshi Ikezawa      | 4:02       |
| 2.         | „Rifle Girl” (jap. ライフルガール) (wyk. Love Crescendo)                      | Ruby            | APAZZI               | 4:32       |
| 3.         | „Zero-Base” (jap. ゼロベース)                                                 | Akira Awazu     | Sasaki Hiroshi       | 3:48       |
| 4.         | „Horizon” (jap. ホライズン) (wyk. Aichi Toyota Senbatsu)                      | Shinya Tada     | Yūichi "Masa" Nonaka | 4:08       |
| 5.         | „Koppu no naka no komorebi” (jap. コップの中の木漏れ日) (wyk. Love Crescendo) | Daisuke Toyama  | Yūichi "Masa" Nonaka | 4:23       |
| 6.         | „Datte ame ja nai?” (jap. だって雨じゃない) (wyk. Transit Girls)              | you-me          | Yūichi "Masa" Nonaka | 4:02       |
| 7.         | „Teppen tottarute!” (jap. てっぺんとったるて!) (NMB48 cover)                  | Kensuke Yoko    | Seiji Mutō           | 4:05       |
| 8.         | „Ai no tame ni nani o suteru?” (jap. 愛のために何を捨てる)                    | Saimon          | Makoto Wakatabe      | 3:48       |
| 9.         | „Hana uranai” (jap. 花占い) (wyk. Jurina Matsui)                              | Yoshimasa Inoue | Yoshimasa Inoue      | 4:36       |
| 10.        | „Sekai ga naiteru nara” (jap. 世界が泣いてるなら)                             | Yūma Kawashima  | Yūichi "Masa" Nonaka | 3:30       |

| CD (Disc2) | CD (Disc2)                                         | CD (Disc2)         | CD (Disc2)           | CD (Disc2) |
| Nr         | Tytuł utworu                                       | Kompozycja         | Aranżacja            | Długość    |
| ---------- | -------------------------------------------------- | ------------------ | -------------------- | ---------- |
| 1.         | „Kin no ai, gin no ai” (jap. 金の愛、銀の愛)       | Shintarō Itō       | Shintarō Itō         | 4:21       |
| 2.         | „Chicken LINE” (jap. チキンLINE)                   | Ryūji Takagi       | Ikuta Machine        | 4:53       |
| 3.         | „Maenomeri” (jap. 前のめり)                        | Katsuhiko Sugiyama | Makoto Wakatabe      | 4:14       |
| 4.         | „Coquettish jūtai-chū” (jap. コケティッシュ渋滞中) | Takafumi Fujino    | Hiroshi Sasaki       | 4:05       |
| 5.         | „12-gatsu no Kangaroo” (jap. 12月のカンガルー)     | Daisuke Toyama     | Ikuta Machine        | 4:08       |
| 6.         | „Bukiyō taiyō” (jap. 不器用太陽)                   | Akio               | Yūichi "Masa" Nonaka | 5:13       |
| 7.         | „Mirai to wa?” (jap. 未来とは?)                    | Takumi Yamada      | Yūsuke Itagaki       | 4:59       |
| 8.         | „Sansei kawaii!” (jap. 賛成カワイイ!)              | Sungho             | Ikuta Machine        | 4:43       |
| 9.         | „Utsukushii inazuma” (jap. 美しい稲妻)             | Takashi Fukuda     | Hiroshi Sasaki       | 4:43       |
| 10.        | „Choco no dorei” (jap. チョコの奴隷)               | Ryūsuke Shigenaga  | Seiji Mutō           | 4:03       |
| 11.        | „Kiss datte hidarikiki” (jap. キスだって左利き)    | Yuma Kawashima     | Yūsuke Itagaki       | 5:00       |
| 12.        | „Aishite-love-ru!” (jap. アイシテラブル!)          | Masazumi Ozawa     | Masazumi Ozawa       | 3:34       |

| CD (Disc3) | CD (Disc3)                                                                              | CD (Disc3)       | CD (Disc3)           | CD (Disc3) |
| Nr         | Tytuł utworu                                                                            | Kompozycja       | Aranżacja            | Długość    |
| ---------- | --------------------------------------------------------------------------------------- | ---------------- | -------------------- | ---------- |
| 1.         | „Te o tsunaginagara” (jap. 手をつなぎながら) (wyk. Team S)                              | Jun Koami        | Yūichi Ichikawa      | 4:26       |
| 2.         | „Kizashi” (jap. 兆し) (wyk. Team KII)                                                   | Masanori Ōchi    | Yūichi "Masa" Nonaka | 4:16       |
| 3.         | „Kareha no Station” (jap. 枯葉のステーション) (wyk. Rena Matsui)                        | Yūichi Ichikawa  | Nobuhiko Kashiwara   | 4:13       |
| 4.         | „Cross” (jap. クロス) (wyk. Team KII)                                                   | division L       | Ikuta Machine        | 3:51       |
| 5.         | „Theater no megami” (jap. シアターの女神) (wyk. Team KII)                               | Yūgo Sasakura    | Yūichi Ichikawa      | 4:07       |
| 6.         | „Matsumulove!” (jap. マツムラブ!) (wyk. Kaori Matsumura)                                | Masahiro Kawaura | Yūichi "Masa" Nonaka | 3:41       |
| 7.         | „Akai Pin Heel to Professor” (jap. 赤いピンヒールとプロフェッサー) (wyk. Jurina Matsui) | Takafumi Fujino  | Mine Kushita         | 4:09       |
| 8.         | „Koi o kataru shijin ni narenakute...” (jap. 恋を語る詩人になれなくて…)                 | Shunryū          | Sizuk                | 4:15       |

| DVD | DVD          | DVD     |
| Nr  | Tytuł utworu | Długość |
| --- | ------------ | ------- |

### Type C
Źródło: 
| CD (Disc1) | CD (Disc1)                                                                             | CD (Disc1)      | CD (Disc1)           | CD (Disc1) |
| Nr         | Tytuł utworu                                                                           | Kompozycja      | Aranżacja            | Długość    |
| ---------- | -------------------------------------------------------------------------------------- | --------------- | -------------------- | ---------- |
| 1.         | „Natsu yo, isoge!” (jap. 夏よ、急げ!)                                                  | Satoshi Ikezawa | Satoshi Ikezawa      | 4:02       |
| 2.         | „Rifle Girl” (jap. ライフルガール) (wyk. Love Crescendo)                               | Ruby            | APAZZI               | 4:32       |
| 3.         | „Zero-Base” (jap. ゼロベース)                                                          | Akira Awazu     | Sasaki Hiroshi       | 3:48       |
| 4.         | „Horizon” (jap. ホライズン) (wyk. Aichi Toyota Senbatsu)                               | Shinya Tada     | Yūichi "Masa" Nonaka | 4:08       |
| 5.         | „Koppu no naka no komorebi” (jap. コップの中の木漏れ日) (wyk. Love Crescendo)          | Daisuke Toyama  | Yūichi "Masa" Nonaka | 4:23       |
| 6.         | „Aishiteru to ka, aishiteta to ka” (jap. 愛してるとか、愛してたとか) (wyk. Furumarion) | Jimaemon        | Makoto Wakatabe      | 3:47       |
| 7.         | „Teppen tottarute!” (jap. てっぺんとったるて!) (NMB48 cover)                           | Kensuke Yoko    | Seiji Mutō           | 4:05       |
| 8.         | „Ima no watashi ja dame nanda” (jap. 今の私じゃダメなんだ) (wyk. Akari Suda)           | Yūsuke Itagaki  | Yūsuke Itagaki       | 4:29       |
| 9.         | „Hana uranai” (jap. 花占い) (wyk. Jurina Matsui)                                       | Yoshimasa Inoue | Yoshimasa Inoue      | 4:36       |
| 10.        | „Gonna Jump”                                                                           | Yūki Shimada    | Yūichi "Masa" Nonaka | 4:59       |

| CD (Disc2) | CD (Disc2)                                         | CD (Disc2)         | CD (Disc2)           | CD (Disc2) |
| Nr         | Tytuł utworu                                       | Kompozycja         | Aranżacja            | Długość    |
| ---------- | -------------------------------------------------- | ------------------ | -------------------- | ---------- |
| 1.         | „Kin no ai, gin no ai” (jap. 金の愛、銀の愛)       | Shintarō Itō       | Shintarō Itō         | 4:21       |
| 2.         | „Chicken LINE” (jap. チキンLINE)                   | Ryūji Takagi       | Ikuta Machine        | 4:53       |
| 3.         | „Maenomeri” (jap. 前のめり)                        | Katsuhiko Sugiyama | Makoto Wakatabe      | 4:14       |
| 4.         | „Coquettish jūtai-chū” (jap. コケティッシュ渋滞中) | Takafumi Fujino    | Hiroshi Sasaki       | 4:05       |
| 5.         | „12-gatsu no Kangaroo” (jap. 12月のカンガルー)     | Daisuke Toyama     | Ikuta Machine        | 4:08       |
| 6.         | „Bukiyō taiyō” (jap. 不器用太陽)                   | Akio               | Yūichi "Masa" Nonaka | 5:13       |
| 7.         | „Mirai to wa?” (jap. 未来とは?)                    | Takumi Yamada      | Yūsuke Itagaki       | 4:59       |
| 8.         | „Sansei kawaii!” (jap. 賛成カワイイ!)              | Sungho             | Ikuta Machine        | 4:43       |
| 9.         | „Utsukushii inazuma” (jap. 美しい稲妻)             | Takashi Fukuda     | Hiroshi Sasaki       | 4:43       |
| 10.        | „Choco no dorei” (jap. チョコの奴隷)               | Ryūsuke Shigenaga  | Seiji Mutō           | 4:03       |
| 11.        | „Kiss datte hidarikiki” (jap. キスだって左利き)    | Yuma Kawashima     | Yūsuke Itagaki       | 5:00       |
| 12.        | „Aishite-love-ru!” (jap. アイシテラブル!)          | Masazumi Ozawa     | Masazumi Ozawa       | 3:34       |

| CD (Disc3) | CD (Disc3)                                                                           | CD (Disc3)           | CD (Disc3)           | CD (Disc3) |
| Nr         | Tytuł utworu                                                                         | Kompozycja           | Aranżacja            | Długość    |
| ---------- | ------------------------------------------------------------------------------------ | -------------------- | -------------------- | ---------- |
| 1.         | „Boku wa shitteiru” (jap. 僕は知っている) (wyk. DOCUMENTARY of SKE48)                | Yūsuke Itagaki       | Yūsuke Itagaki       | 3:58       |
| 2.         | „Bōenkyō no nai tenmondai” (jap. 望遠鏡のない天文台) (wyk. Passion For You Senbatsu) | Daisuke Toyama       | Makoto Wakatabe      | 3:41       |
| 3.         | „Madogiwa LOVER” (jap. 窓際LOVER) (wyk. Next Position)                               | Miwa Nomura          | Yūichi "Masa" Nonaka | 3:59       |
| 4.         | „Yūdachi no mae” (jap. 夕立の前) (wyk. Kenkyūsei)                                    | Jun Koami            | Yūichi "Masa" Nonaka | 3:58       |
| 5.         | „Koko de ippatsu” (jap. ここで一発) (wyk. Da~su~ & Tsu~ma~)                          | Osamu Masaki         | Osamu Masaki         | 4:05       |
| 6.         | „Me ga itai kurai hareta sora” (jap. 目が痛いくらい晴れた空) (wyk. Kenkyūsei)        | Atsuko Nakaya        | Yūichi "Masa" Nonaka | 3:53       |
| 7.         | „Escape”                                                                             | Yoshimasa Inoue      | Yoshimasa Inoue      | 4:11       |
| 8.         | „Suteki na zaiakukan” (jap. 素敵な罪悪感) (wyk. Team S)                              | Yūichi "Masa" Nonaka | Yūichi "Masa" Nonaka | 4:19       |

| DVD | DVD          | DVD     |
| Nr  | Tytuł utworu | Długość |
| --- | ------------ | ------- |

### Wer. teatralna
| CD (Disc1) | CD (Disc1)                                                                    | CD (Disc1)      | CD (Disc1)           | CD (Disc1) |
| Nr         | Tytuł utworu                                                                  | Kompozycja      | Aranżacja            | Długość    |
| ---------- | ----------------------------------------------------------------------------- | --------------- | -------------------- | ---------- |
| 1.         | „Natsu yo, isoge!” (jap. 夏よ、急げ!)                                         | Satoshi Ikezawa | Satoshi Ikezawa      | 4:02       |
| 2.         | „Rifle Girl” (jap. ライフルガール) (wyk. Love Crescendo)                      | Ruby            | APAZZI               | 4:32       |
| 3.         | „Zero-Base” (jap. ゼロベース)                                                 | Akira Awazu     | Sasaki Hiroshi       | 3:48       |
| 4.         | „Horizon” (jap. ホライズン) (wyk. Aichi Toyota Senbatsu)                      | Shinya Tada     | Yūichi "Masa" Nonaka | 4:08       |
| 5.         | „Koppu no naka no komorebi” (jap. コップの中の木漏れ日) (wyk. Love Crescendo) | Daisuke Toyama  | Yūichi "Masa" Nonaka | 4:23       |
| 6.         | „Heimin shutsuba sengen” (jap. 平民出馬宣言) (wyk. Dead Stock Diamond)        | Miki Watanabe   | Miki Watanabe        |            |
| 7.         | „Teppen tottarute!” (jap. てっぺんとったるて!) (NMB48 cover)                  | Kensuke Yoko    | Seiji Mutō           | 4:05       |
| 8.         | „Chime wa LOVE SONG” (jap. チャイムは LOVE SONG) (wyk. Kenkyūsei)             | Yūsuke Shirato  | Yūichi "Masa" Nonaka |            |
| 9.         | „SKE48 2nd Album Songs Medley”                                                |                 |                      |            |

| CD (Disc2) | CD (Disc2)                                         | CD (Disc2)         | CD (Disc2)           | CD (Disc2) |
| Nr         | Tytuł utworu                                       | Kompozycja         | Aranżacja            | Długość    |
| ---------- | -------------------------------------------------- | ------------------ | -------------------- | ---------- |
| 1.         | „Kin no ai, gin no ai” (jap. 金の愛、銀の愛)       | Shintarō Itō       | Shintarō Itō         | 4:21       |
| 2.         | „Chicken LINE” (jap. チキンLINE)                   | Ryūji Takagi       | Ikuta Machine        | 4:53       |
| 3.         | „Maenomeri” (jap. 前のめり)                        | Katsuhiko Sugiyama | Makoto Wakatabe      | 4:14       |
| 4.         | „Coquettish jūtai-chū” (jap. コケティッシュ渋滞中) | Takafumi Fujino    | Hiroshi Sasaki       | 4:05       |
| 5.         | „12-gatsu no Kangaroo” (jap. 12月のカンガルー)     | Daisuke Toyama     | Ikuta Machine        | 4:08       |
| 6.         | „Bukiyō taiyō” (jap. 不器用太陽)                   | Akio               | Yūichi "Masa" Nonaka | 5:13       |
| 7.         | „Mirai to wa?” (jap. 未来とは?)                    | Takumi Yamada      | Yūsuke Itagaki       | 4:59       |
| 8.         | „Sansei kawaii!” (jap. 賛成カワイイ!)              | Sungho             | Ikuta Machine        | 4:43       |
| 9.         | „Utsukushii inazuma” (jap. 美しい稲妻)             | Takashi Fukuda     | Hiroshi Sasaki       | 4:43       |
| 10.        | „Choco no dorei” (jap. チョコの奴隷)               | Ryūsuke Shigenaga  | Seiji Mutō           | 4:03       |
| 11.        | „Kiss datte hidarikiki” (jap. キスだって左利き)    | Yuma Kawashima     | Yūsuke Itagaki       | 5:00       |
| 12.        | „Aishite-love-ru!” (jap. アイシテラブル!)          | Masazumi Ozawa     | Masazumi Ozawa       | 3:34       |